# Jan I. (biskup vratislavský)
Jan I. († 1072) byl třetí biskup vratislavský (v letech 1063–1072).
Po smrti vratislavského biskupa Jeronýma roku 1062 se jeho nástupcem stal Jan I. (První vratislavský biskup se také jmenoval Jan, ale protože povědomí o něm zaniklo za pohanské reakce ve 30. letech 11. století, nebyl později při číslování biskupů zohledněn.) O původu Jana I. a jeho působení v úřadu se nedochovaly žádné údaje; předpokládá se však, že již pocházel z Polska.
Pravděpodobně on vysvětil roku 1069 dostavěnou vratislavskou katedrálu, jejíž konstrukce začala roku 1051 za Janova předchůdce a za podpory knížete Kazimíra I. Obnovitele.